# Frakturstil

Frakturstil

Frakturstil (eller bara fraktur), ibland även (oegentligt) kallad gotisk stil, är både en skrivstil och ett typsnitt som utvecklades i Tyskland i början av 1500-talet på befallning av kejsaren Maximilian I. Inom kort blev fraktur den vanligaste tryckstilen i Nord- och Centraleuropa och ersatte ofta tidigare populära typsnitt som Schwabacher och Textualis. I Sverige dominerade frakturen böcker och andra trycksaker från 1500-talet till mitten av 1800-talet. Den förekom sporadiskt ännu i början av 1900-talet. Skrivstilen som motsvarar tryckt frakturstil nygotisk kursiv, tysk, svensk, dansk eller frakturstil. Denna skrivstil användes i Sverige i flera århundraden från 1500‑talet, men började försvinna tidigare än den tryckta frakturstilen. 

## Historik

### Uppkomst och utveckling
Ordet "fraktur" kommer av latin frango, ’jag bryter’, perfekt particip fractum, ’bruten’. Fraktur är alltså en "bruten" stil till skillnad från den "runda" antikvan. I betydelsen "bruten stil" nyttjades benämningen fraktur ursprungligen inte bara om den egentliga frakturstilen utan även om de nära besläktade stilformerna schwabacher och gotisk textur.
Fraktur och schwabacher kan anses som tyska nyutvecklingar av den gotiska texturen, som användes allmänt i handskrifter i större delen av Europa under senmedeltiden. Johannes Gutenbergs berömda 42-radiga bibel (1452–1455) sattes i gotisk textur, som nära anslöt sig till de handskrivna förebilderna. Texturen i sin tur går tillbaka till den karolingiska minuskeln, som infördes av Karl den store år 789 som enhetsskrift i hans stora rike. Ur den karolingiska minuskeln utvecklades sedermera även antikvan. Den karolingiska minuskeln är således urtypen för både fraktur och antikva.
Schwabacher skiljer sig från den egentliga frakturen bland annat genom mera runda former och den ovala eller halvovala uppbyggnaden av bokstäver som d och o. Schwabacher uppkom förmodligen vid slutet av 1400-talet, i humanistisk anda avsedd som en lättare form av den tunga och mörkt verkande texturen. Schwabacher blev under 1500-talet den ledande tryckstilen i Nordeuropa, inte minst därför att Luther hade valt den som brödskrift till sin översättning av bibeln. Schwabacher höll länge sin ledande ställning. Den trängdes tillbaka av de nyare frakturstilarna först omkring 1650, om än den kvarlevt till våra dagar som en sidoform till frakturen. I senare tid förhöll sig schwabacher till fraktur ungefär som kursiven till antikvan. Eftersom de flesta frakturstilarna inte har någon kursiv variant, användes gärna schwabacher inom fraktursatsen för att framhäva något eller för att särskilja ett bestämt avsnitt från den övriga texten. Som exempel härpå kan nämnas Luthers lilla katekes.
Den egentliga frakturstilen kom till på tysk-romersk kejserlig befallning. Den konstintresserade kejsar Maximilian I lade stor vikt på estetiska värden och hade bland annat lärt sig skriva skönskrift. Böckers typografiska utformning var för honom av särskilt intresse. Därför lät han kalligraferna i sitt kansli utveckla nya typsnitt, speciellt avsedda för praktfulla bokverk. Den första frakturstilen användes i kejsarens Bönbok, ett slags tryckt motsvarighet till de medeltida kalendrarna kända som livres d’heures. Bönboken trycktes år 1513. Den däri använda frakturstilen kallas därefter för bönbokstil (tyska Gebetbuch-Fraktur). 1517 kom romanen om den store riddaren Teuerdank, även denna med en ny stil, som fick namnet Teuerdankstil. Inom kort kom de båda nya stilarna att ingå i de flesta tyska tryckeriernas stilförråd.

### Reformationens betydelse för stilens utbredning
Genom reformationen infördes fraktur och schwabacher till hela Nordeuropa och även till många länder i Östeuropa. Bibeln, ännu idag en av de viktigaste trycksakerna i världen, måste översättas till folkspråket och jämte andra religiösa verk som psalmböcker, katekeser osv. tryckas i stora upplagor för distribution till kyrkor och församlingar. De tyska stilgjuterierna var då ledande och det blev naturligt att man importerade tryckstilarna till de nya verken från Tyskland, särskilt som Lutherbibeln visade vägen inte bara vad gällde översättningen utan även den typografiska utformningen. Gustav Vasas bibel använde efter Luthers förebild schwabacher som brödskrift och bönbok- och Teuerdankstilarna för titelsidor, överskrifter osv. I andra reformationsländer som Danmark och Norge skedde en motsvarande utveckling. Genom svensk, dansk och tysk förmedling spred sig bruket av de brutna stilarna till Finland, Estland, Lettland och Böhmen. I Tyskland självt, inklusive de tyskspråkiga delarna av Österrike och Schweiz, blev frakturen snabbt allenarådande, även i de övervägande katolska områdena. Den kom därför snart att ses som en "tysk" stil.

### Tillbakagång
Frakturen gällde länge som framför allt en folkets stil. Den var väl förankrad bland allmogen genom biblar, psalmböcker och katekeser, särskilt då dessa ofta var den enda lektyr, som stod till mera allmänt förfogande. De övre skikten var däremot väl förtrodda med antikva, eftersom de dåtida världsspråken latin och franska efter 1500-talets slut så gott som uteslutande trycktes i antikva. Efter att franskan blivit Europas ledande litteraturspråk på 1700-talet började det i de övre samhällsskikten mer och mer att anses som "fint" med antikva; nyklassicismens segertåg vid slutet av seklet medförde samtidigt nya antikvastilar, som utmärktes genom stramhet, nyktert raka linjer och återhållsam formgivning. 
Frakturen började vid denna tid, framför allt i litterära kretsar, att föraktas som "gammal munkskrift" med en massa vulgära och onödiga krusiduller, som inte längre motsvarade tidens estetiska ideal. I frakturens hemland Tyskland fanns det omkring år 1800 många, som trodde, att frakturens dagar snart vore räknade. Även i Sverige ökade vid denna tid antalet böcker och andra trycksaker tryckta i antikva. 
En tillfällig vändpunkt till frakturens fördel kom plötsligt och oväntat. Genom revolutionskrigen och Napoleons ockupation av större delen av Europa växte nationalismen fram. Frakturstilen blev nu indraget i ett politiskt ställningstagande, som till sist skulle bidra till dess nedgång: i Tyskland började antikvan nu att anses som något "franskt", vid denna tid liktydigt med ett skällsord efter erfarenheterna från ockupationen under Napoleon. Frakturen däremot stod för den egna kulturen, som dessutom efter ett halvt århundrades framsteg under män som Lessing, Kant, Goethe, Schiller och Herder ingalunda längre kunde betraktas som underlägsen den franska. Nya lyckade typsnitt av stilgjutare som Johann Gottlieb Immanuel Breitkopf och Johann Friedrich Unger hade samtidigt hjälpt till att höja frakturstilens estetiska anseende. 
Under resten av 1800-talet stabiliserades förhållandena i Tyskland. Frakturen och andra brutna stilar förblev dominerande. Framför allt vetenskapliga verk trycktes däremot helst i antikva. Med hänsyn till Tysklands ledande ställning inom vetenskaperna under 1800-talets senare hälft var efterfrågan efter tyska vetenskapliga verk stor även utomlands. Den ville man inte fördärva genom att trycka böcker med frakturstil, som kunde äventyra deras status som verk av internationell betydelse. 
I Sverige var utvecklingen en annan. Här hade till skillnad från i Tyskland ingen motreaktion mot fransk kultur utvecklats efter Napoleonkrigen. Intresset för fransk kultur förblev stort under första hälften av 1800-talet, inte minst med hänsyn till den nya kungafamiljen. Mot mitten av århundradet kom Sverige genom skandinavismen i motsättning till Tyskland på grund av Slesvigfrågan, medan beroendet av västmakterna hade stigit efter brytningen med Ryssland under Krimkriget. Dessa omständigheter gynnade antikvans utbredning. Frakturstilen förblev en tid dominerande inom det religiösa området men kunde i längden inte hävda sig mot antikvan mer. Med ingången av 1876 avskaffades frakturen i Sverige i officiellt tryck (som till exempel i Svensk författningssamling). Under en övergångstid lärde sig barnen i skolorna fortfarande några år att läsa fraktur. Läseböcker för folkskolan kunde ha ett avsnitt tryckt i fraktur, också för att underlätta bekantskapen med danskan och norskan, som vid denna tid fortfarande mest sattes i fraktur. Kort efter sekelskiftet 1900 hade dock de brutna stilarna nästan fullständigt upphört att användas i Sverige. 

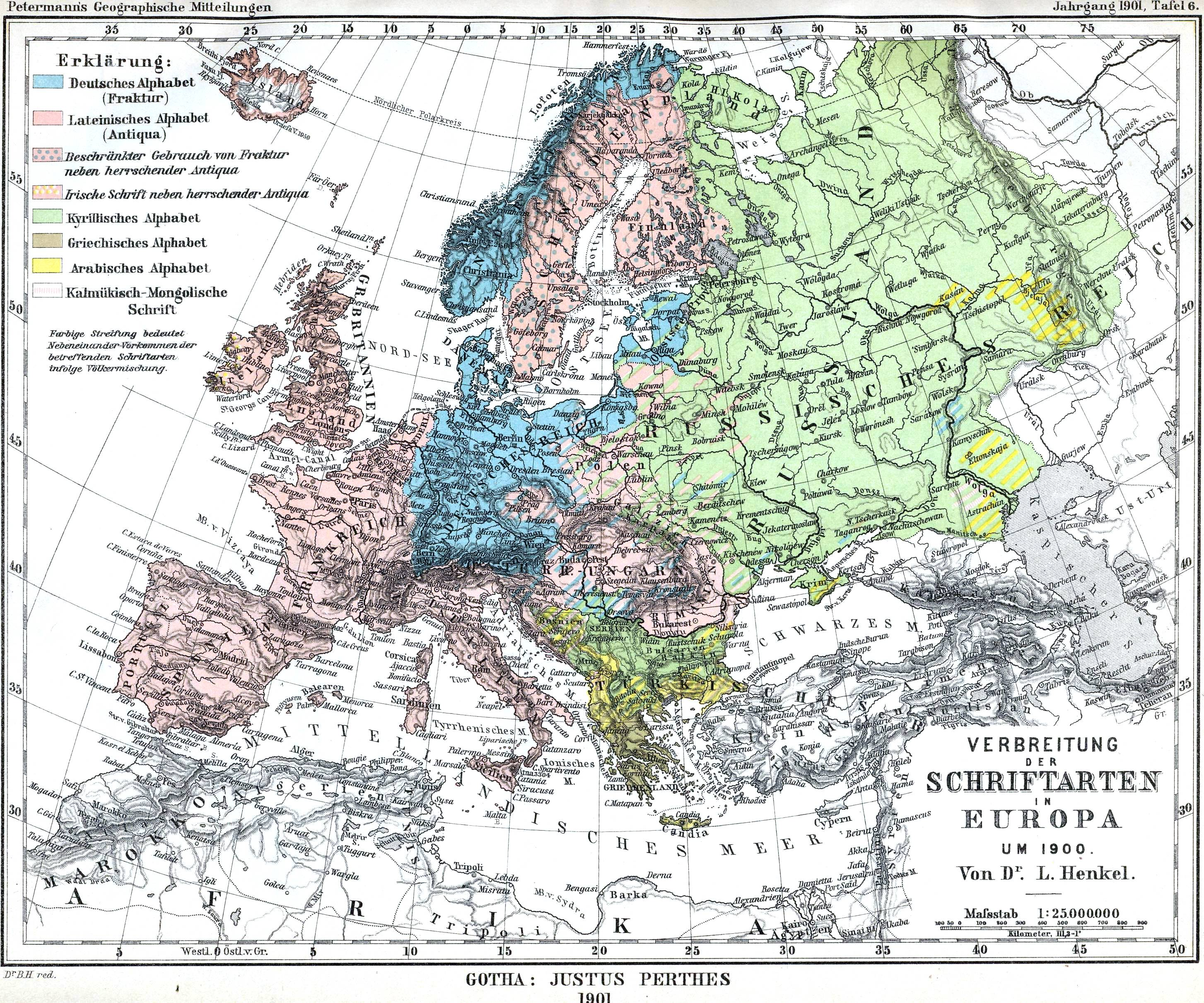
Tysk karta (i antikva) som visar olika skriftstilars utbredning, runt år 1900.

I Norge och Danmark höll sig frakturen längre vid liv än i Sverige. Ännu 1907 trycktes ett flertal ledande norska tidningar som till exempel Aftenposten och Morgenbladet i fraktur. Bland emigranter i USA, som väl avskärmats från utvecklingen i hemlandet, användes frakturstilen betydligt längre. Som exempel kan nämnas den norska Decorah-Posten, som ännu 1950 trycktes med gammal dansk stavning och i fraktur. I Danmark var bland annat Kierkegaards samlade skrifter fortfarande omkring 1920 satta i frakturstil. Ännu i den tyska Westermanns historischer Atlas från 1923, (vid denna tidpunkt måhända redan en något föråldrad uppgift) räknas Danmark (men inte längre Sverige och Norge) till de områden, där frakturstil användes. 

#### Andra världskriget
I Tyskland upplevde frakturstilen en andra renässans efter första världskriget, i mångt och mycket liknande den efter Napoleonkrigen. 1928 trycktes 56,8% av alla böcker och 59,8% av alla tidskrifter i Tyskland i fraktur. Efter Hitlers maktövertagande steg dessa andelar säkerligen ytterligare, då frakturstilen nu fick en politisk innebörd som uttryck för den tyska nationens "egenart" och energiskt understöddes av staten.
Frakturens slut skulle emellertid komma lika abrupt som oväntat: genom ett dekret av den 3 januari 1941, utfärdat av Hitlers ställföreträdare Martin Bormann, förklarades frakturstilen ha ett "judiskt ursprung" och dess nyttjande förbjöds omgående för alla officiella trycksaker. Antikvan förklarades vara Normalschrift, som skulle införas så fort som möjligt i skolorna. Anledningen till denna plötsliga helomvändning är inte fullt klar. Praktiskt hade man i undervisningen sedan länge att kämpa med olägenheten, att barnen måste lära sig fyra olika alfabet: fraktur och antikva och dessutom de båda motsvarande skrivstilarna. Att förenkla denna situation hade på många håll länge setts som önskvärt. Förmodligen ville man också, delvis kanske med hänsyn till förbundsförvanten Italien och till de i övrigt vänskapligt sinnade makterna, bidra till att ge nationalsocialismen en image av att vara en europeisk rörelse, i vilken frakturstilen som en särtysk företeelse inte längre kunde ha någon plats. En annan förklaring är att befolkningen i de ockuperade områdena inte kunde läsa frakturstil och därför inte kunde förstå anvisningar och proklamationer, och att det helt enkelt inte fanns typer nog att sätta med.
Efter andra världskrigets slut gjorde frakturen en begränsad comeback. En del böcker och tidningar trycktes med fraktur. Till och med några nya typsnitt kom till, varav kan nämnas Gilgengart av den berömde typografen Hermann Zapf (1952), Andreas-Schrift av Hans Kühne (1948) och den bastardaliknande Rhapsodie av Ilse Schüler (1951). Ännu långt in på 1960-talet hade frakturen en betydande andel av bibeltrycken. 
I det forna Östtyskland trycktes böcker och andra trycksaker ofta med fraktur. Särskilt var detta fallet med böcker utgivna av evangeliska kyrkan, men även tyska klassiker sattes gärna med passande fraktursnitt, som till exempel Ungerfraktur eller alte schwabacher. Om än frakturen gick tillbaka även i DDR efter ca. 1960, trycktes en del böcker med tänkespråk o. dyl. ända fram till statens upplösning år 1990. Till skillnad från Västtyskland, där schwabacher mycket sällan använts som brödskrift efter andra världskriget, utgavs ett icke ringa antal böcker satta i detta typsnitt i Östtyskland. 
I Schweiz användes fraktur i många tidningar långt in på 1950-talet. Efter hand som typerna blev utslitna och inte längre kunde ersättas, då de tyska stilgjuterierna inte längre tillverkade dem, övergick man även här till antikvan. I Österrike försvann av liknande orsaker frakturen snart efter andra världskrigets slut.

### Nutid
Tack vare datorrevolutionen finns idag ett stort antal frakturstilar tillgängliga på marknaden. Användningen av fraktur och andra brutna stilar tycks emellertid inte ha ökat nämnvärt utanför rent privata ändamål och inskränker sig på det hela taget till ölflaskeetiketter, tidningstitlar, inom heavy metal, vissa typer av skyltar  och ett eller annat så kallat accidenstryck.

## Varianter
En sidoform till den gotiska texturen är rotunda, som uppkom i Italien i slutet av 1300-talet och senare utvecklades till rundgotik. Både textur och rundgotik upplevde under århundradet fram till 1941 en renässans och förekom ofta vid sidan av fraktur och schwabacher. Gotiska typsnitt brukades särskilt för överskrifter och rubriker, men ibland även som s.k. brödskrift. I USA och Storbritannien användes framför allt textur fortfarande för urkunder, diplom o.dyl. I den stora tyska dagstidningen Frankfurter Allgemeine sätts ännu idag vissa rubriker i ett gotiskt typsnitt. 
Den skrivna motsvarigheten till den tryckta frakturstilen är den så kallade tyska skrivstilen. Denna anses för det otränade ögat som näst intill oläslig, eftersom vissa bokstäver (till exempel lilla e och r) starkt avviker från de motsvarande antikvaformerna. Den tyska (fraktur)-skrivstilen var tidigare vida utbredd. Den användes tidigare även i Sverige (bl.a. av Bellman).

## Några berömda frakturstilkonstnärer
Johann Gottlieb Immanuel Breitkopf skapade den berömda Breitkopf-frakturen omkring 1750, som senare blev förebild för den s.k. Normal-frakturen, vilken är den idag mest bekanta frakturstilen. 
Johann Friedrich Unger är upphovsmannen till den nyklassisistiska Unger-frakturen, som 1794 stod som frakturens motsvarighet till Didots nyklassisistiska antikvastilar. Unger-frakturen har inte vidare utvecklats, men har i det förflutna använts med förkärlek för till exempel verk av Goethe och Schiller (så även i det forna DDR). 
Rudolf Koch (1876-1934) är kanske alla tiders störste skapare av frakturstilar. Hans bana började med den s.k. Koch-frakturen (ursprungligen kallad eine deutsche Schrift) som färdigställdes strax innan första världskriget. Koch-frakturen gäller som banbrytande i det att den är en egenhändig tolkning av den klassiska frakturstilen, som likväl framhäver dess inre väsen. Hans Maximilian-Gotisch, nämnd till kejsar Maximilians I ära, stod färdig 1914 och är i mycket motsvarigheten till Koch-frakturen i gotisk form. Till Kochs berömda typsnitt efter första världskriget räknas bl.a. Deutsche Anzeigenschrift, Wilhelm-Klingspor-Gotisch och Wallau, ett rundgotiskt snitt ritat 1925-1930. Senare typsnitt är bl.a. Peter-Jessen-Schrift, ursprungligen benämnt Bibelschrift, som stod färdigt 1931 och var avsett att brukas för bibeln, Offenbach, en av föregångarna till de av Bauhaus-rörelsen inspirerade s.k. Schaftstiefelgrotesk (ung. "ridstövelgrotesk"), som kom, enligt många med orätt, att förbindas med Nazityskland, och Claudius-Fraktur, nämnd efter den tyske skriftställaren Matthias Claudius och avslutad av Kochs son, Paul Koch år 1938. 
Walter Tiemann (1876-1951) är upphovsmannen till ett flertal berömda frakturstilar, bl.a. Tiemann-Fraktur (1912-1915, använd bl.a. som brödskrift i det tyska uppslagsverket Brockhaus), Kleist-Fraktur (1928) och Fichte-Fraktur (1934).